# Class 56
Pour les articles homonymes, voir Class.

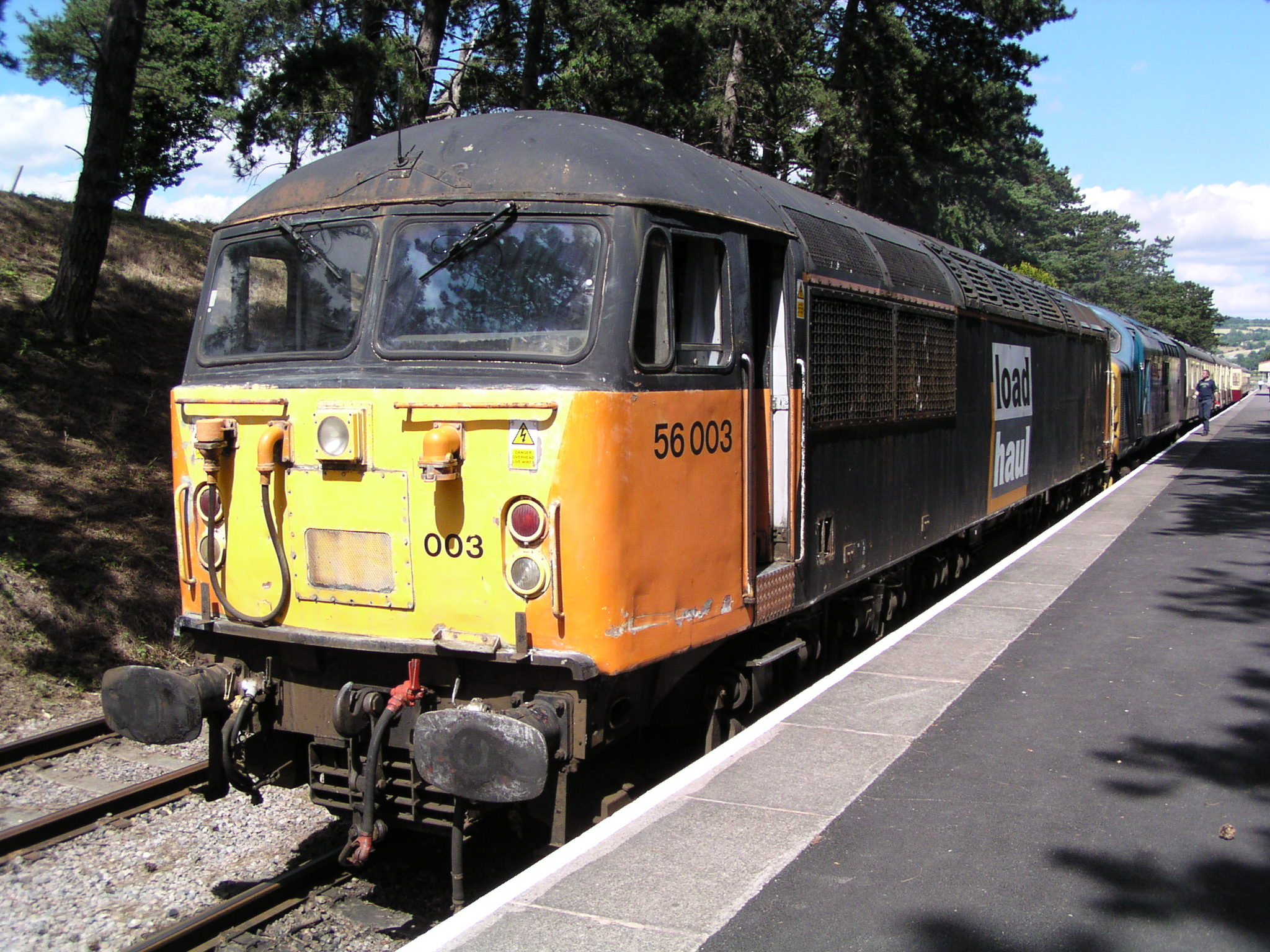
Locomotive n° 56003 conservée en livrée Load-Haul

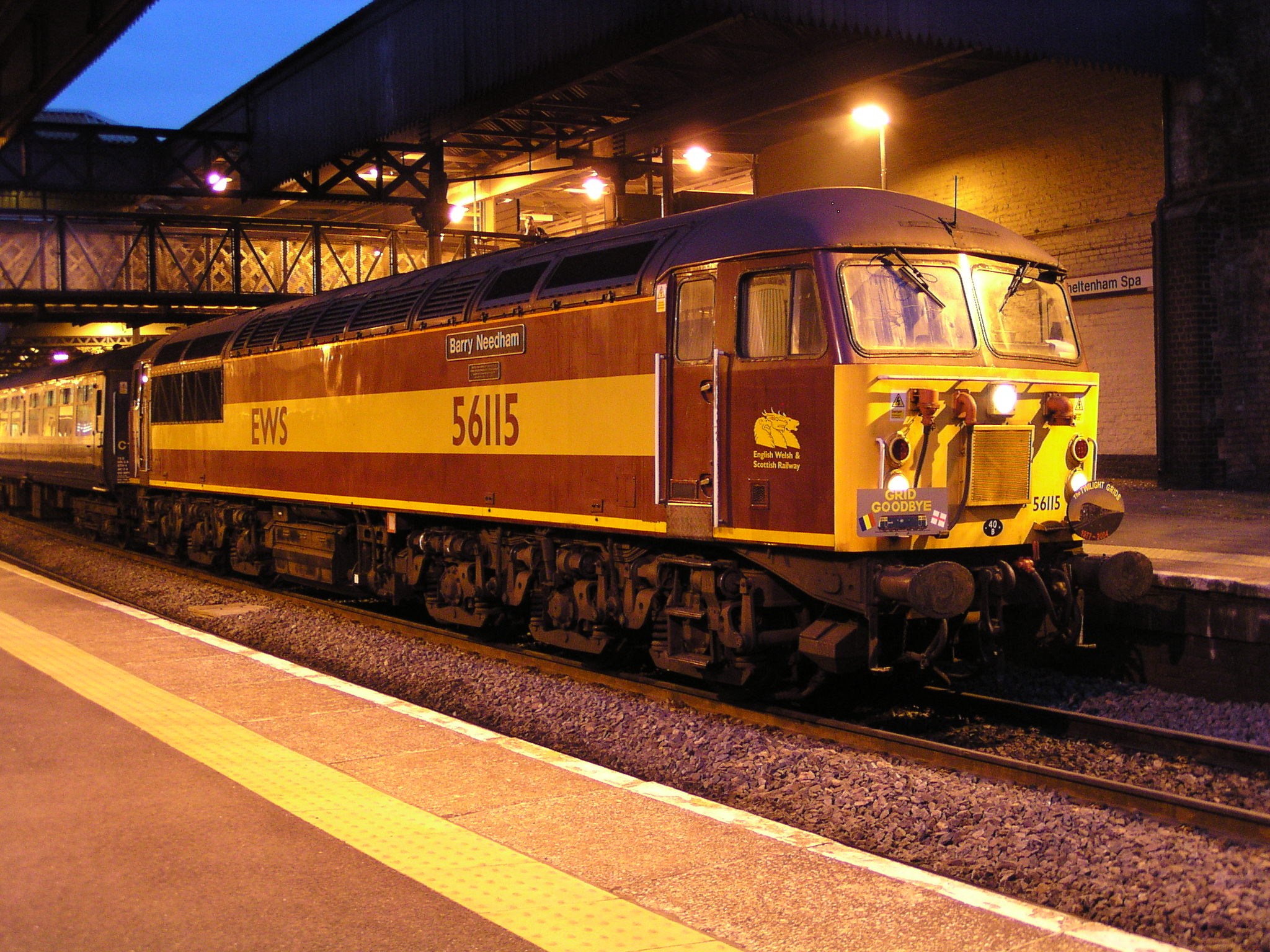
Locomotive n° 56115 sur un train railtour.

Les Classe 56 sont une série de 135 locomotives Diesel Co-Co en service sur le réseau des chemins de fer britanniques jusqu'en 2004. Conçues pour le trafic de fret lourd, elles sont entrées en service entre 1976 et 1983.
Les trente premières (56001-56030) ont été construites en Roumanie par Electroputere, mais elles souffraient d'une mauvaise qualité de construction. Le reste fut construit en Angleterre par BREL aux ateliers de Doncaster (56031-56115) et de Crewe (56116-56135). 
Les dernières ont été retirées du service par EWS le 31 mars 2004. Certaines ont depuis repris du service en France pour tracter des trains de travaux sur les chantiers de la LGV Est européenne. En mars 2006, deux de ces locomotives, les 56045 et 56124, ont été réhabilitées en 56301/2 pour le compte de Fastline, entreprise ferroviaire britannique de fret lancée par le groupe Jarvis plc (en).

## Exemplaires conservés
Plusieurs exemplaires de cette locomotive (entre 20 et 30) sont actuellement toujours conservés sur des voies de garage de l'atelier de maintenance Axiom Rail (Propriété de Euro Cargo Rail / DB Cargo France, filiale de la Deutsche Bahn) à Alizay (27) dans la région de Rouen, en France.
Cinq locomotives de la classe 56 ont été conservées ailleurs :
| Numéro | Nom           | Livrée                | Lieux                                       | Observations                        |
| ------ | ------------- | --------------------- | ------------------------------------------- | ----------------------------------- |
| 56003  | -             | Load-Haul             | Gloucestershire Warwickshire Railway        | la plus ancienne machine survivante |
| 56040  | Oystermouth   | Trans-Rail            | doit être transférée au Mid-Norfolk Railway | -                                   |
| 56057  | British Fuels | Bleue BR à grand logo | Nene Valley Railway                         | -                                   |
| 56097  | -             | Grise Trainload       | Great Central Railway                       | -                                   |
| 56098  | -             | Grise Trainload       | Northampton & Lamport Railway               | -                                   |